# François Czekaj
François Czekaj est un footballeur français né le 25 novembre 1949 à Bouligny (Meuse). 
Joueur de grand gabarit (1,83 m pour 81 kg), il était milieu de terrain.
Il a disputé 8 matchs en Division 1 et 230 matchs en Division 2.

## Carrière
- 1969-1970 :  Stade de Reims
- 1970-1971 :  AC Ajaccio (en division 1)
- 1972-1973 : Louhans-Cuiseaux
- 1973-1980 : ECAC Chaumont[1]